# توپخانه کالیبر بزرگ

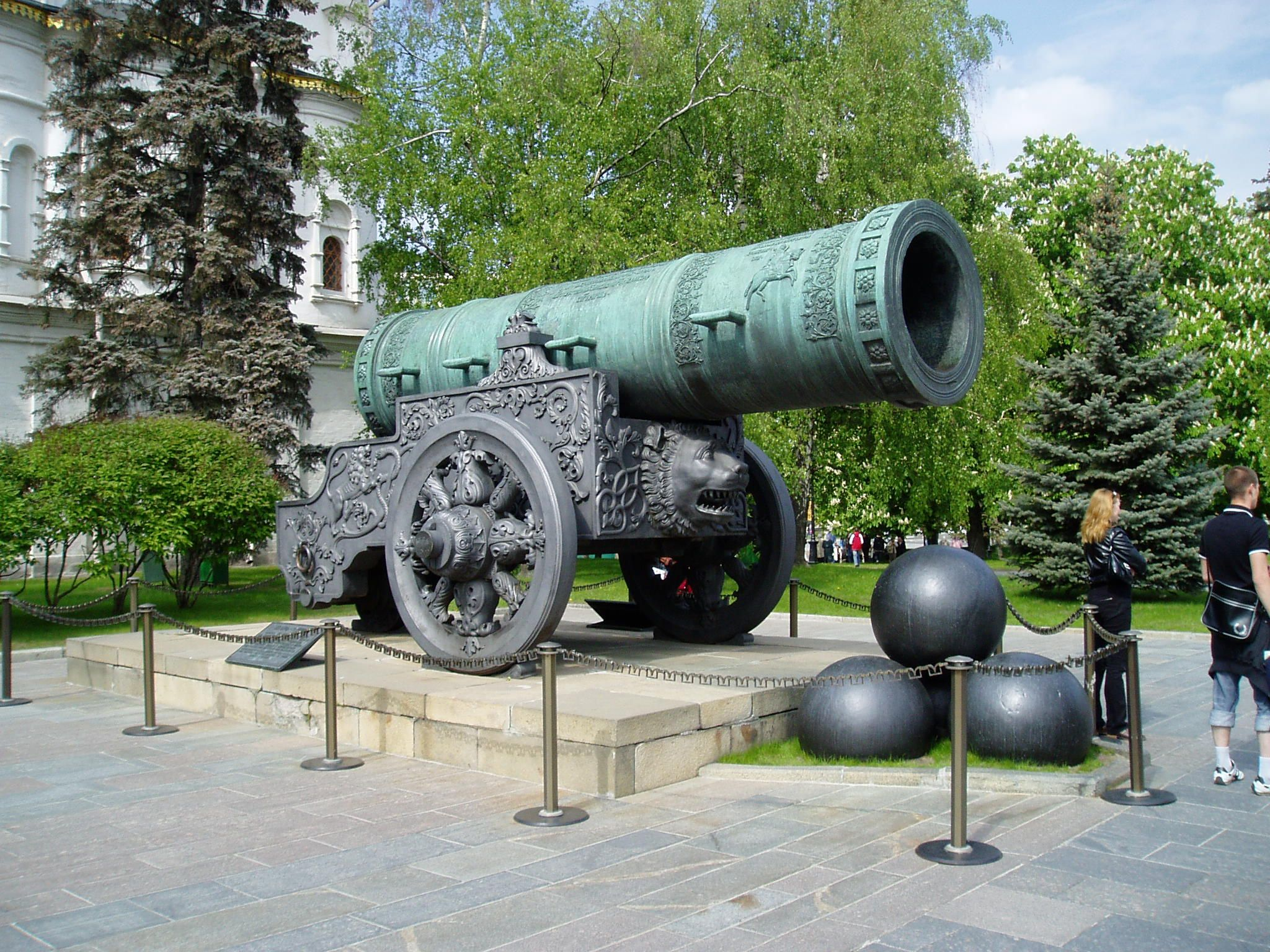
توپ تزار

توپخانه کالیبر بزرگ (انگلیسی: Large-calibre artillery) به سلاح‌هایی گفته می‌شود که برای پرتاب توپ‌هایی با اندازه و وزن قابل توجه طراحی شده‌اند. این سلاح‌ها معمولاً برای حملات دوربرد علیه مواضع مستحکم، وسایل نقلیه یا کشتی‌های دشمن و پشتیبانی توپخانه ای در نبردها استفاده می‌شوند. آنها نقش مهمی در جنگ‌های مدرن ایفا می‌کنند و در طول زمان با پیشرفت‌های تکنولوژی تکامل یافته‌اند.
توپ‌های کالیبر بزرگ معمولاً با لوله‌های بلندتر مشخص می‌شوند و عمدتاً در واحدهای توپخانه سنگین استفاده می‌شوند. آنها قادر به شلیک پرتابه با سرعت بیشتر هستند و حملات دقیق دوربرد را ارائه می‌دهند.
با روش‌های جدید متالورژی و مهندسی دقیق انقلاب صنعتی، انقلابی در تسلیحات از جمله توپخانه رخ داد. در دهه ۱۸۶۰، صنعتگر سر ویلیام آرمسترانگ، که قبلاً یکی از اولین توپخانه‌های شلیک شده را ساخته بود، یک «تفنگ هیولا» ۶۰۰ پوندی با اندازه فوق‌العاده در شرکت Elswick Ordnance در نیوکاسل ساخت. این تفنگ یک لودر تفنگدار ۲۲ تنی بود که گلوله‌هایی تا ۶۰۰ پوند (۲۷۰ کیلوگرم) شلیک می‌کرد و می‌توانست ۴٫۵ اینچ (۱۱٫۴ سانتی‌متر) زره آهنی را سوراخ کند. آرمسترانگ آنها را به‌عنوان تفنگ‌های «شنت» معرفی کرد، اما خیلی زود به عنوان تفنگ‌های «هیولا» شناخته شدند.